# 라인 모드 브라우저

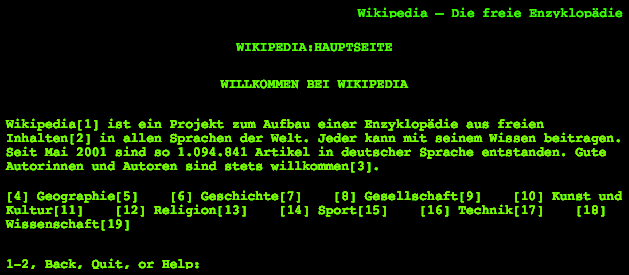

라인 모드 브라우저(Line Mode Browser, LMB, WWWLib 또는 www라고도 함)는 역사상 두 번째로 만들어진 웹 브라우저이다. 이 브라우저는 여러 다른 운영체제에 이식 가능한 것으로 처음으로 입증되었다. 간단한 명령줄 인터페이스로 작동되므로 인터넷을 통해 많은 컴퓨터와 컴퓨터 터미널에서 널리 사용될 수 있다. 이 브라우저는 1990년부터 개발된 후 W3C(월드 와이드 웹 컨소시엄)에서 libwww 라이브러리에 대한 예제 및 테스트 응용 프로그램으로 지원되었다.